# Хоут
Хо̀ут (на английски: Howth; на ирландски: Binn Éadair) е град в Източна Ирландия. Разположен е в графство Фингал на графство Дъблин, провинция Ленстър на полуостров Хоут Хед на 13 km северно от столицата Дъблин по северния бряг на Дъблинския залив. Той е предградие (град-сателит) на столицата Дъблин. Има жп гара от 30 май 1847 г. Населението му е 8196 жители от преброяването през 2006 г.